# Remaucourt (Aisne)
Remaucourt é uma comuna francesa na região administrativa de Altos da França, no departamento de Aisne. Estende-se por uma área de 6,35 km². Em 2010 a comuna tinha 306 habitantes (densidade: 48,2 hab./km²).